# Gilbert Désveaux
Pour les articles homonymes, voir Désveaux.
Gilbert Désveaux, né le 14 octobre 1964 à Neuilly-sur-Seine, est un metteur en scène de théâtre et un producteur de spectacles, formé à l'art dramatique notamment auprès de Claude Aufaure et Véra Gregh.

## Biographie
En 1993, il fonde sa compagnie de théâtre, BCDV Théâtre, à laquelle il associe, à partir de 1995, l'auteur dramatique Jean-Marie Besset. Ensemble, ils créent, en 2000, un festival de théâtre dans la région de Limoux : NAVA (Nouveaux Auteurs dans la Vallée de l’Aude),.
De 1993 à 2009, il dirige également une structure de production, GDP (Gilbert Désveaux Production), spécialisée dans la mise en scène d’événements culturels pour des entreprises et des institutions. GDP est régulièrement intervenue pour le compte de l'agence Public Système pour des missions de direction artistique (célébration du centenaire de Gaumont, inauguration de la nouvelle Gare du Nord à Paris, recherches de talents pour la Fondation Diane et Lucien Barrière,).
De 2010 à 2014, il est directeur-adjoint et metteur-en-scène associé du Théâtre des 13 vents à Montpellier.
De retour à Paris, en 2014, il crée La Société du Spectacle pour diriger des projets culturels, notamment le festival Opéra en Plein Air et le festival NAVA.
De 2016 à 2018, il dirige le théâtre et le cinéma du Blanc-Mesnil.
Depuis 2020, il est directeur du Théâtre Alexandre Dumas à Saint-Germain-en-Laye.

## Théâtre

### Comédien
- 1991 : Les Démons, de Dostoïevski, mise en scène Jean Gillibert, Collège néerlandais
- 1993 : Pour un oui ou pour un non, de Nathalie Sarraute, mise en scène Francis Frappat, L'Européen
- 1995 : Grande École, de Jean-Marie Besset, mise en scène Patrice Kerbrat, Théâtre 14 Jean-Marie Serreau
- 1996 : Astoria, de Jura Soyfer, mise en scène Éric Auvray, Théâtre de Proposition
- 2001 : Marie Hasparren, de Jean-Marie Besset, mise en scène Jacques Rosner, Théâtre 14 Jean-Marie Serreau
- 2006 : Un cheval, de Jean-Marie Besset et Christophe Donner, mise en scène Gilbert Désveaux, Pépinière Opéra

### Metteur en scène
- 2000 : Commentaire d'amour de Jean-Marie Besset, mise en scène avec l'auteur, Théâtre Tristan Bernard
- 2002 : Baron de Jean-Marie Besset, mise en scène avec l'auteur, Théâtre Tristan Bernard
- 2003 : Le Jour du destin de Michel del Castillo, mise en scène avec Jean-Marie Besset, Théâtre Montparnasse
- 2004 : Oncle Paul d'Austin Pendleton, mise en scène avec Jean-Marie Besset, Théâtre du Rond-Point
- 2004 : Trois jours de pluie de Richard Greenberg, mise en scène avec Jean-Marie Besset, Théâtre de l'Atelier
- 2006 : Les Grecs de Jean-Marie Besset, Petit Montparnasse
- 2006 : Un cheval de Jean-Marie Besset et Christophe Donner, Pépinière Opéra
- 2007 : Thomas Chagrin de Will Eno, Théâtre de la Manufacture des Abbesses
- 2008 : Perthus de Jean-Marie Besset, Théâtre du Rond-Point, Théâtre Marigny, Vingtième Théâtre...
- 2009 : Le Regard des autres de Christopher Shinn, Théâtre de la Manufacture des Abbesses[7]
- 2010 : R.E.R. de Jean-Marie Besset, Théâtre de la Tempête, Théâtre des 13 Vents[8]
- 2011 : Tokyo Bar de Tennessee Williams, Théâtre des 13 Vents, Théâtre de la Tempête...
- 2012 : Rue de Babylone de Jean-Marie Besset, Théâtre des 13 vents
- 2013 : L'Importance d'être sérieux d'Oscar Wilde Théâtre des 13 vents, TOP, Théâtre du Montparnasse[9]...
- 2014 : La Maison & Le Zoo d'Edward Albee, Théâtre des 13 vents, Théâtre du Rond-Point

## Filmographie

### Cinéma
- 2004 : Grande École de Robert Salis : Un professeur
- 2007 : Les Témoins de André Téchiné

### Télévision
- 1989 : Pause-café pause-tendresse épisode Betty, 15 ans de Serge Leroy : Le barman